# Jean-Pierre Balpe

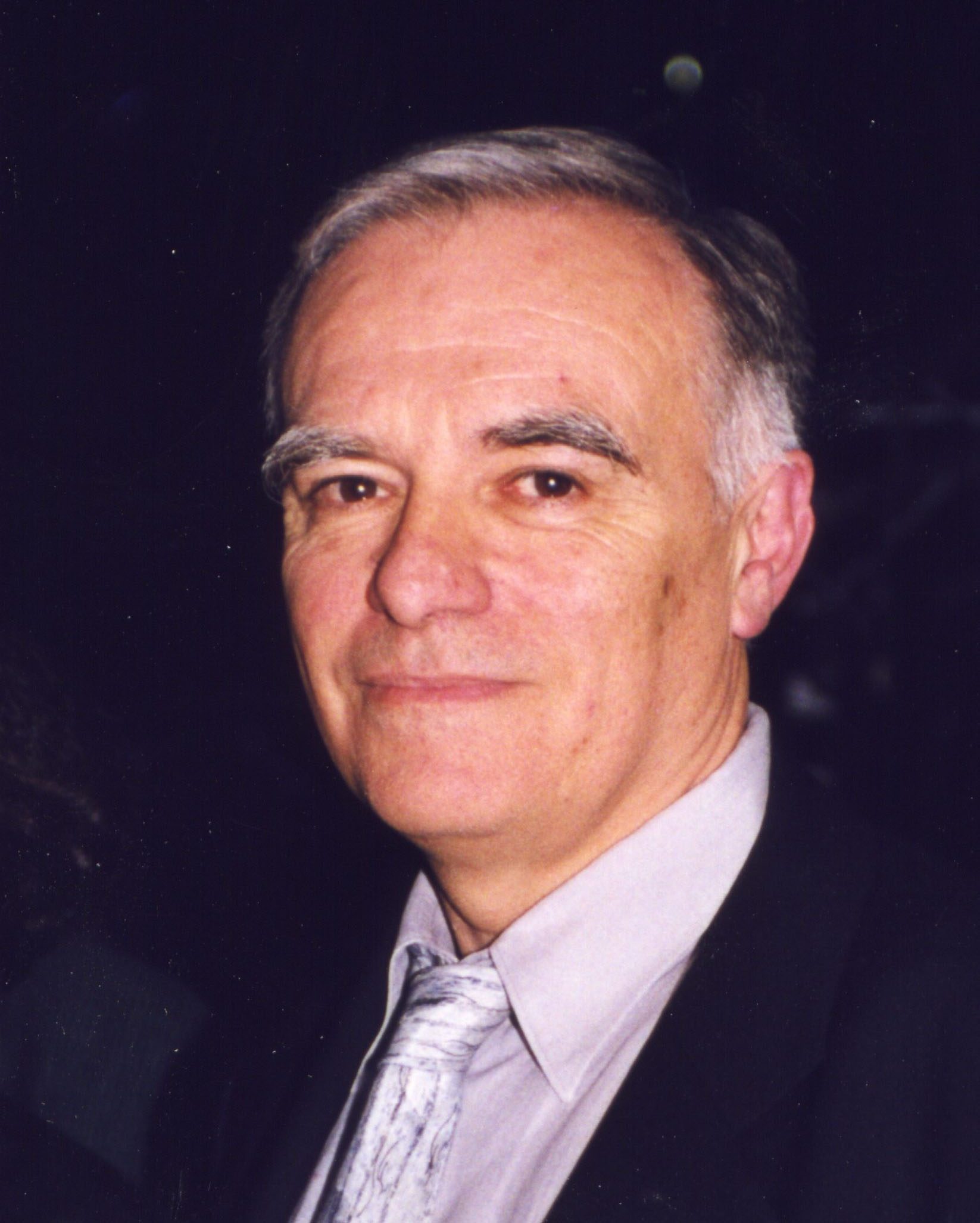
Jean-Pierre Balpe, 2000

Jean-Pierre Balpe (* 3. Oktober 1942 in Mende) ist ein französischer Hochschullehrer und Schriftsteller und ein Pionier der Computerpoesie.

## Leben
Balpe gab von 1973 bis 2010 die Zeitschrift Action Poétique heraus. Ab 1975 unterrichtete er an der École normale des instituteurs in Melun. 1981 war er Gründer von ALAMO (atelier de littérature assistée par la Mathématique et les ordinateurs), der weltweit ersten Künstlervereinigung für digitale Literatur. Von 1982 bis 1987 war er IT-Projektmanager beim französischen Erziehungsministerium. In der Zeit von 2006 bis 2012 leitete Balpe die Biennale Internationale des Poètes en Val-de-Marne (BIPVAL).
1991 wurde Balpe Professor für Literatur an der Universität Paris VIII sowie Leiter des département hypermédia und des Laboratoriums Paragraphe. Außerdem war er Direktor des Laboratoriums Ciren (centre interdisciplinaire de recherche sur l'esthétique numérique). Das Spezialgebiet Balpes sind computergenerierte Texte. Er entwickelte die „Poesiemaschine“ Babel Poesie und wirkte an zahlreichen Medienkunstveranstaltungen mit. 2002 realisierte er MeTapolis, eine multimodale Installation für das Marco-Museum in Monterey. Neben mehreren Gedicht- und Essaybänden veröffentlichte er auch Prosatexte, darunter die Internetromane Mail-roman und Trajectoire. Er wurde mit dem Offizierskreuz des Ordre des Arts et des Lettres ausgezeichnet.